# 우먼 앤드 더 스트레인저
우먼 앤드 더 스트레인저(Die Frau und der Fremde, The Woman and the Stranger)는 독일(구 동독)에서 제작된 라이너 사이먼 감독의 1985년 영화이다. 크리스틴 쇼른 등이 주연으로 출연하였다.
제35회 베를린 국제영화제에 출품되어 황금곰상을 받았다.
1928년 영화 홈커밍의 리메이크 작품이다.

## 출연

### 주연
- 크리스틴 쇼른
- 한스-우베 바우어
- 울리히 뮤흐